# Quiina pteridophylla
Quiina pteridophylla là một loài thực vật có hoa trong họ Ochnaceae. Loài này được (Radlk.) Pires miêu tả khoa học đầu tiên năm 1950.